# 美狄亞

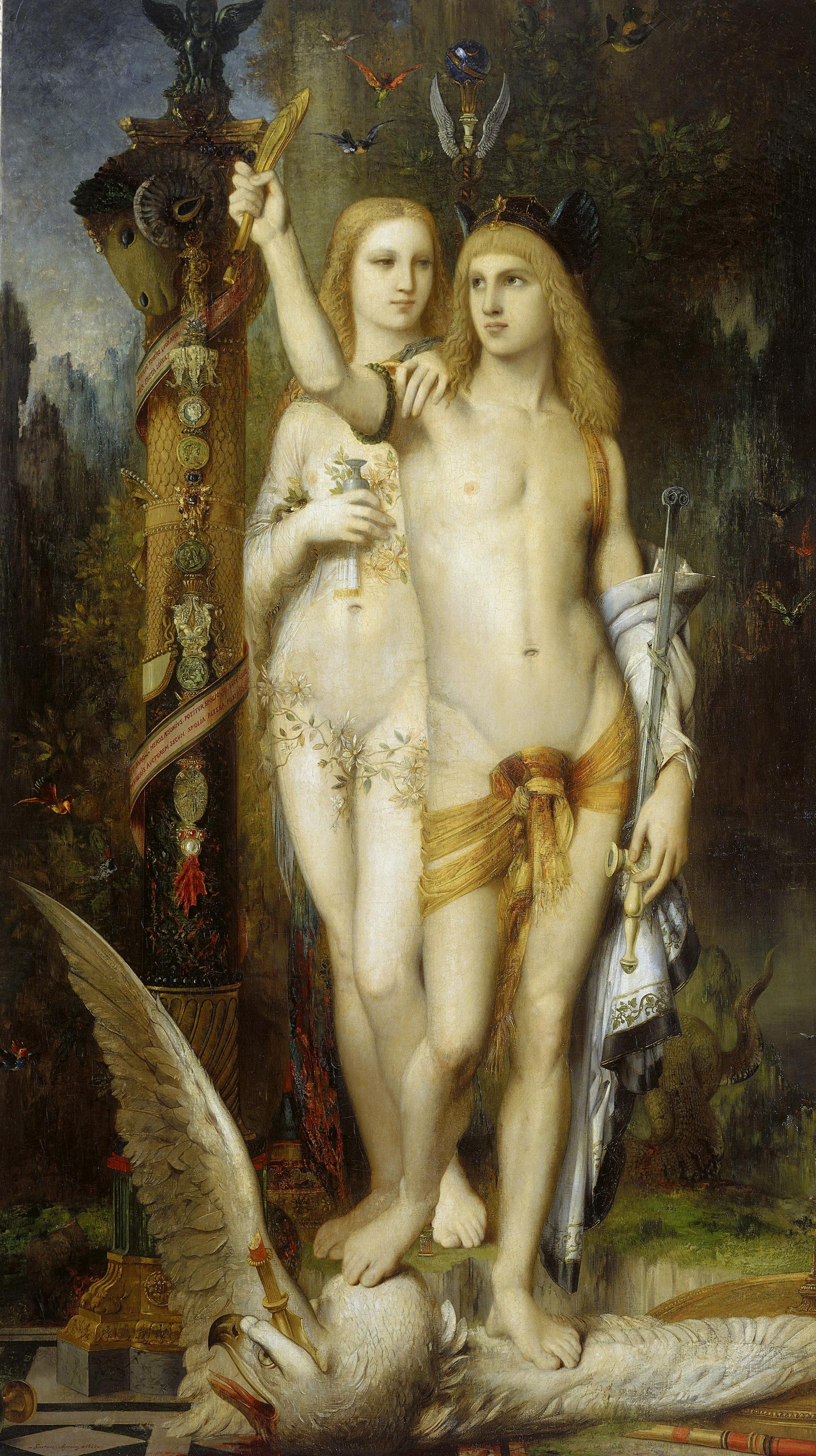
《伊阿宋与美狄亞》于1875年由居斯塔夫·莫罗所绘的油画。法力无边的美狄亚爱上了伊阿宋，并协助伊阿宋降伏了守护金羊毛的巨龙。画中描述美狄亚正为伊阿宋涂抹魔法油膏，为他念咒，保护他免受火焰、恶魔、刀剑的伤害。

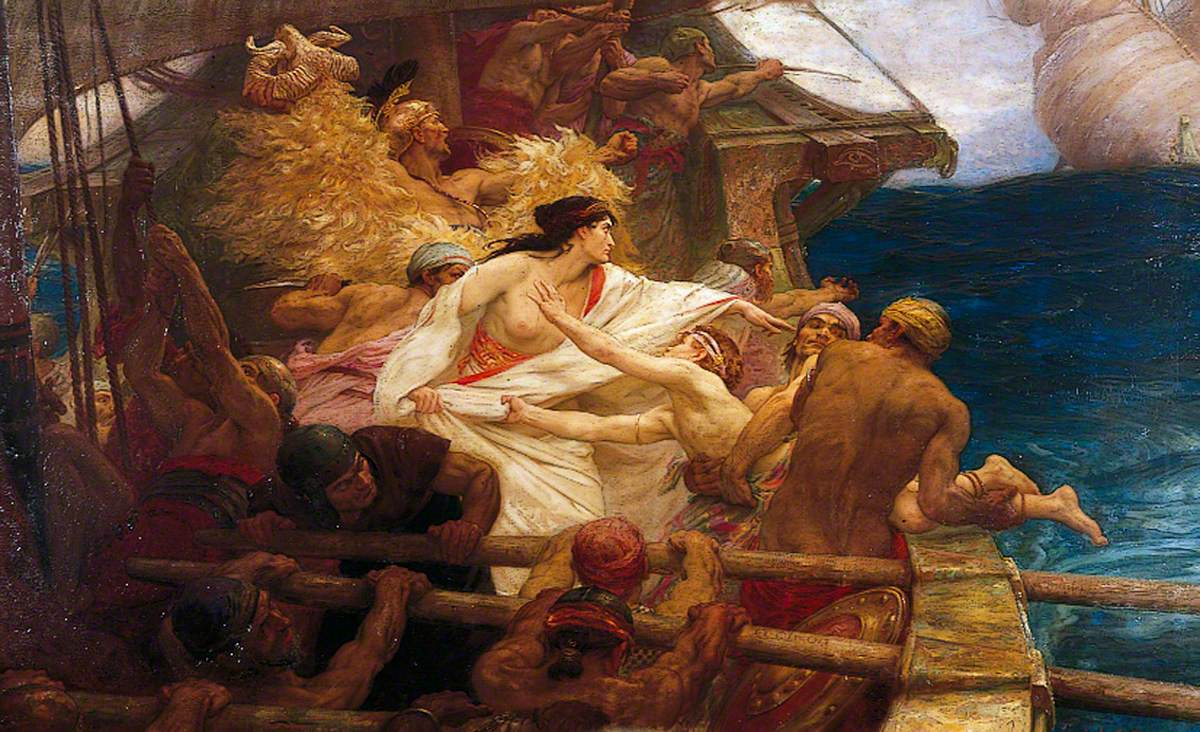
《金羊毛》于1880年由H.J.德瑞普所绘的油画。画中描述美狄亚协助伊阿宋取得了金羊毛之后，与其一道前往希腊。在她的后面，是父亲埃厄忒斯的追兵，美狄亚杀死了自己的亲弟弟，并将其碎尸，扔进大海裡。

美狄亞（古希腊语：Μήδεια，拉丁语：Medea）是希臘神話中的人物。岛国科尔喀斯的公主，伊阿宋（以及埃勾斯）的妻子，也是神通广大的女巫。
依据《神谱》，美狄亞是太阳神赫利俄斯的孙女，她的父亲是科尔喀斯国王埃厄忒斯，母亲是海洋仙女伊德亚（Idyia）。美狄亚被爱神之箭射中，与率领阿爾戈英雄前来尋找金羊毛的伊阿宋一見鍾情，帮助伊阿宋盗取羊毛并杀害了自己的亲弟弟阿布绪尔托斯。不料對方後來移情別戀，美狄亞由愛生恨，將自己親生的兩名稚子殺害以洩憤，随后駕龙飞去雅典。希腊三大悲剧大师之一的欧里庇得斯（Ευριπίδης）创作有同名的希腊悲剧《美狄亚》。

## 神话故事
米狄亚因她的强力魔法而闻名。由于身为太阳神赫利俄斯的后裔，她拥有一双金色的眼瞳，还精通各种超强的法术，并且她还被任命为本国赫卡忒神殿的首席女祭司，在对赫卡忒神殿的拜访过程中魔力得到不断提升。当伊阿宋到访她的国度时，身中愛神之箭的米狄亚便無法自拔地爱上了他。此後米狄亚借助赫卡忒女神赐予的法力，成功地帮助伊阿宋降伏了两只鼻孔喷火的黄铜蹄公牛，还凭借着赫卡忒的庇护，在警醒的守护毒龙—科尔喀斯凶龙眼中滴入魔水使其昏睡，以及將藥膏交給伊阿宋，讓他有能力打倒龍牙所化身的戰士，致使伊阿宋成功取得了金羊毛。美狄亚最终选择背叛自己的祖国嫁给了伊阿宋，並同他一起返回希腊。返乡途中，科尔喀斯的舰队卻追踪而至。为了阻止追兵，美狄亚杀了自己的弟弟，将其碎尸扔入大海，才成功阻止科尔喀斯舰队的追击，另有她殺害的是搭船追趕而來的哥哥這一說法。
在希腊，美狄亚为了替丈夫报仇，而对伊俄尔科斯王国的公主们谎称她能够帮助她们的父王恢复青春。为了证明自己所言非虚，她将一只老绵羊杀死后扔到魔法锅里烹煮，结果锅中竟然蹦出了一只活蹦乱跳的小绵羊。眼见此景，公主们都对美狄亚的高强法力深信不疑，从而劝诱老国王珀利阿斯到美狄亚的大魔法锅内洗澡以重新恢复青春（有的神话说是珀利阿斯的女儿们将他大卸八块后扔进滚烫的魔法锅中）。公主们就這樣在不知情的情况下配合美狄亚杀死了她们的父王，讓珀利阿斯在魔法锅中被活活烫死，随后伊俄尔科斯的王位則留给了伊阿宋。不料希腊人对他们这种弑君篡位的行为非常不满，因此伊阿宋和美狄亚不得不流亡到科林斯。在科林斯，美狄亚怀孕并生下了两个孩子，但伊阿宋卻厌倦了美狄亚，而迷上了美丽的科林斯公主格劳斯。为了迎娶新欢，伊阿宋狠心地抛弃了自己的结发妻子美狄亚。美狄亚因此大受打击，不甘心自己成为权力斗争的牺牲品，随即开始了一系列报复行动。她让情敌格劳斯穿上了一件有毒的嫁衣，任何穿上这件衣服的人都会无比痛苦地倒地死亡。接着美狄亚抛弃了伊阿宋並亲手杀死了他们的两个孩子，随后驾着龙车潜入雅典。
在雅典，美狄亚又嫁给了国王埃勾斯，并生下一子墨多斯。而在此之前，埃勾斯一直自认为自己后继无人，对自己有一个名为忒修斯的英雄儿子毫不知情。当长大成人后的忒修斯来到雅典寻访父亲的时候，美狄亚阻止他们相认。她告诉埃勾斯，忒修斯在人民中的名望会威胁到埃勾斯的王位。她让埃勾斯邀请忒修斯参加宴会，并在宴会中将忒修斯毒死。当美狄亚将装有毒药的杯子递给埃勾斯时，认出了自己儿子的埃勾斯将毒药打翻在地上，并和忒修斯拥抱在了一起。而後，美狄亚便带着儿子墨多斯离开了雅典。辗转曲折，美狄亚又回到了她的出生地科尔喀斯，并和儿子一道推翻了父亲埃厄忒斯的统治。

## 大眾文化
- 遊戲《Fate/stay night》中的七名從者之一，職階為Caster；另在手遊《Fate/Grand Order》中亦有登場並出現其少女版本。
- 遊戲《神魔之塔》中巫女系列的火屬性召喚獸（火巫），現已異空轉生。
- 《聖鬥士星矢Ω》中的神聖魔女 美狄亞，戰鬥之神瑪爾斯的繼任妻子，天蠍座 索尼婭的繼母亦是獵戶座 伊甸的親生母親。

## 艺术创作
19世纪时期，法国画家德拉克洛瓦对美狄亞这个题材进行了长达30年的创作。其中1838年创作的《美狄亚的愤怒》（Medea Furieuse）充满了张力。德国画家费尔巴赫在1870年创作的油画作品《美狄亚》则充满了母爱与忧郁。